# كاتي جارفيس
كاتي جارفيس (بالإنجليزية: Katie Jarvis)‏ هي ممثلة بريطانية، ولدت في 22 يونيو 1991 في المملكة المتحدة.

## أعمال

### أفلام
- (2009) حوض سمك[4][5]

## وصلات خارجية
- كاتي جارفيس على موقع IMDb (الإنجليزية)
- كاتي جارفيس على موقع ألو سيني (الفرنسية)
- كاتي جارفيس على موقع أول موفي (الإنجليزية)
- كاتي جارفيس على موقع قاعدة بيانات الأفلام السويدية (السويدية)
- كاتي جارفيس على موقع قاعدة بيانات الفيلم (الإنجليزية)
- كاتي جارفيس على موقع كينوبويسك (الروسية)